# Jeremy Gilley
Jeremy Francis Gilley (1969) es un actor, productor de películas y fundador británico de la organización sin ánimo de lucro Peace One Day.

## Primeros años
Pasó su infancia y adolescencia en Southampton, Hampshire. Fue educado en el Millfield School, un colegio independiente privado en Somerset. Se unió a la Royal Shakespeare Company a los 17 años.

## Filmografía
- Succubus (1987) película de televisión junto a Barry Foster, Lynsey Baxter y Pamela Salem.

## Peace One Day
En 1994, tras una década en la actuación, comenzó una compañía de películas, P.U.R.E. Productions.
En 1998, comenzó a hacer el documental Peace One Day. Esta meta se acordó en 2001.
Organizó dos conciertos en el Brixton Academy, London, el 21 de septiembre de 2002 y 2003. En 2004, el documental Peace One Day se estrenó en el Edinburgh Film Festival, y la BBC lanzó el documental en septiembre de ese año. En 2005, Angelina Jolie y Jonny Lee Miller presentaron el estreno norteamericano de Peace Day.
Produjo y grabó The Day After Peace, en asociación con la BBC. La película documenta las vacunas contra el polio el 21 de septiembre de 2007 en Afganistán. En mayo de 2008 recibió el premio Campaigner of the Year.
En 2010 Peace One Day y Gilley fueron galardonados con un Wateler Peace Prize.

## Vida personal
Gilley mantuvo una relación con Emilia Fox con la que tiene una hija, Rose.